# Гідрологічна станція
Гідрологічна станція – пункт або точка гідрологічних спостережень. В першому значенні це пункт, що проводить спостереження і вивчає гідрологічний режим водних об’єктів. Гідрологічні станції поділяють на річкові, озерні, болотні, воднобалансові, сніголавинні, селестокові, льодовикові, морські. В другому значенні — точка з визначеними координатами в морі, озері, водосховищі, де ведеться серія гідрологічних спостережень.
| Гідрологія | Це незавершена стаття з гідрології. Ви можете допомогти проєкту, виправивши або дописавши її. |